# Marienkapelle (Erlenmoos)

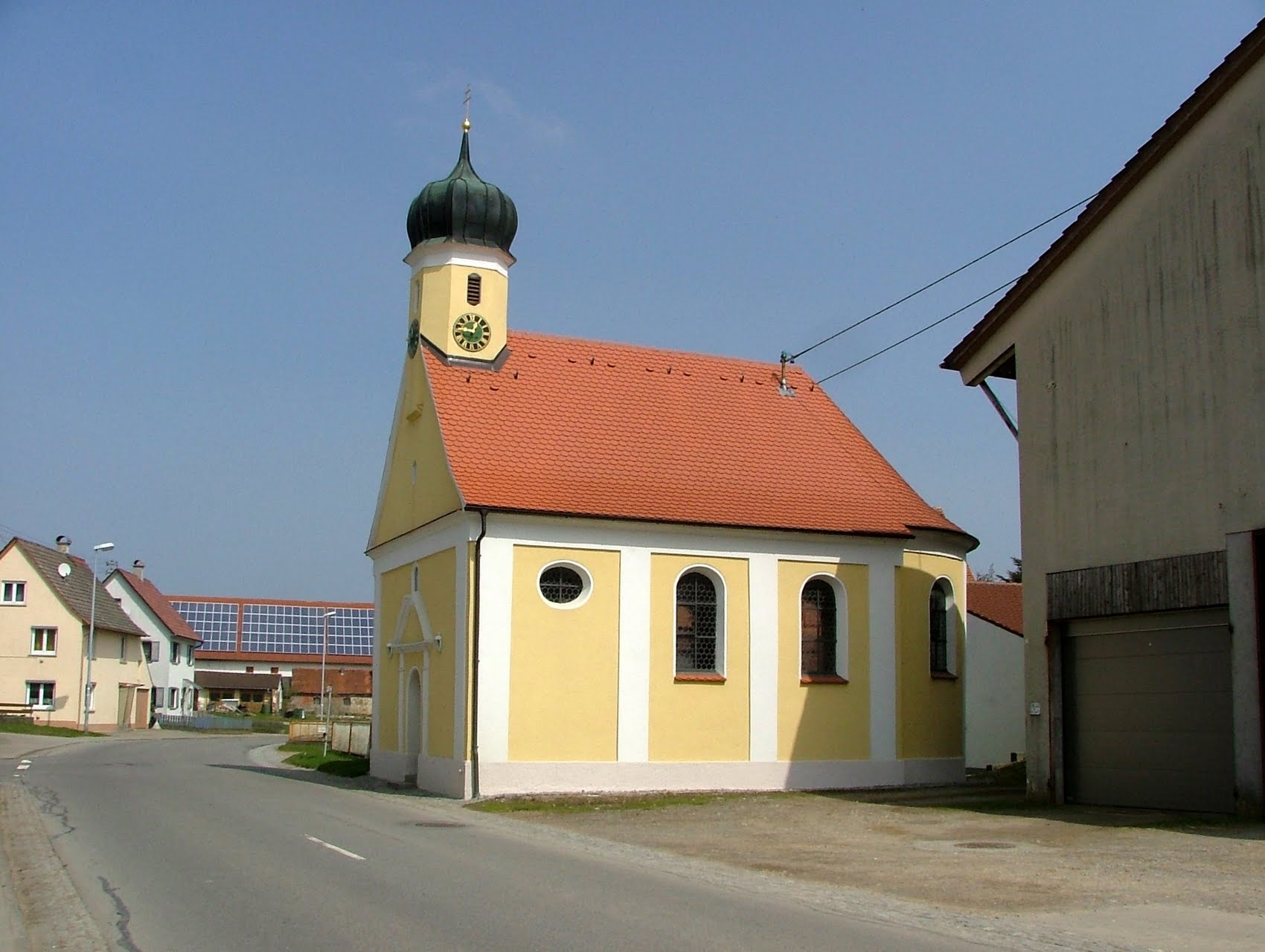
Marienkapelle Erlenmoos (2012)

Die Marienkapelle ist eine denkmalgeschützte Kapelle in der Gemeinde Erlenmoos im Landkreis Biberach in Oberschwaben.

## Beschreibung
Die Kapelle wurde im Jahre 1769 vom 26. und letzten Abt des Klosters Ochsenhausen Romuald Weltin errichtet. Sie befindet sich an der Kreuzung Ochsenhauser Straße mit der Hauptstraße, die im weiteren Verlauf über die K 7511 nach Laubach führt. Der einschiffige, geostete und biberschwanzgedeckte Bau hat einen runden Chor. Anstelle eines Turmes wurde am westlichen Ende des Satteldaches ein Dachreiter mit Zwiebelhaube und Rundbogenschallöffnungen angebracht. Im Dachreiter über dem westlich pilastertragenden Sprenggiebelportal befindet sich ein Glockenstuhl mit Glocken und Turmuhr. Die Turmuhr hat im Norden, Süden und Osten je ein Zifferblatt.
Zur Ausstattung der Kapelle gehören Figuren der hl. Scholastika, eine Madonna und ein Kruzifix.